# دانيال إي. غاريت
دانيال إي. غاريت (بالإنجليزية: Daniel E. Garrett)‏ هو محامي وسياسي أمريكي، ولد في 28 أبريل 1869 في الولايات المتحدة، وتوفي في 13 ديسمبر 1932 بواشنطن العاصمة في الولايات المتحدة. حزبياً، نشط في الحزب الديمقراطي. انتخب عضو مجلس نواب تينيسي وانتخب عضو مجلس ولاية تينيسي وانتخب عضو مجلس النواب الأمريكي.